# Kvarteret Beväringen

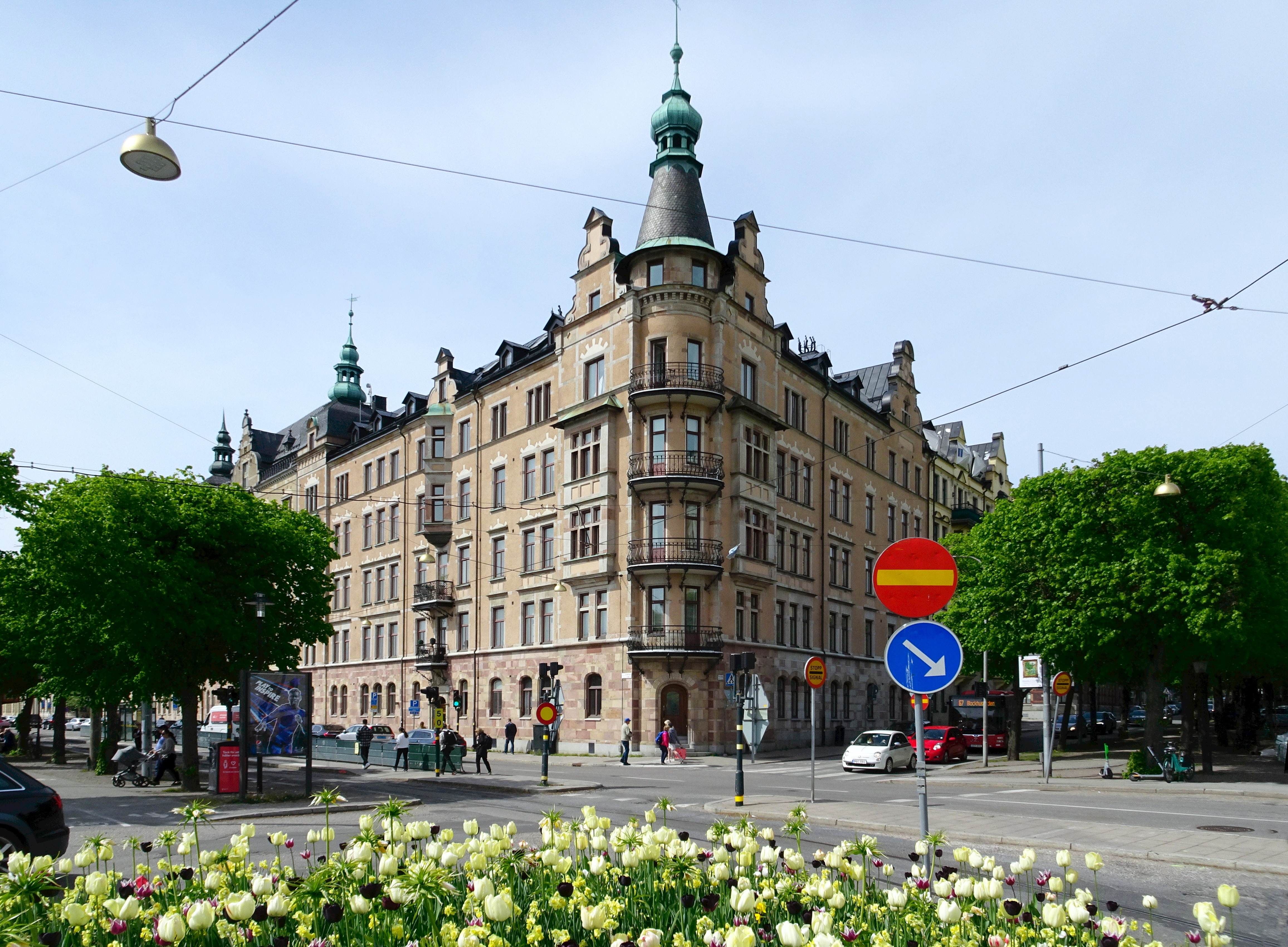
Kvarteret Beväringen sett från sydost, maj 2022.

Kvarteret Beväringen är ett kvarter på Östermalm i Stockholm. Kvarteret begränsas av Riddargatan i norr, av Banérgatan i väster, av Strandvägen i söder och av Narvavägen i väster. Kvarteret består av sex fastigheter, Beväringen 1–6. Fastigheterna Beväringen 1, 6 och 5 vetter mot Strandvägen och har en samkomponerad huvudfasad ritad av arkitekten Johan Albert Nordström och arkitektkontoret Ullrich & Hallquisth.

## Historik
I områdets västra del låg på 1700-talet skeppsvarvet Terra nova. Efter varvets namn bildades storkvarteret Terra Nova Större, som sträckte sig ända upp till Storgatan och mellan Grev Magnigatan i väster och ungefär fram till dagens Oxenstiernsgatan i öster. På 1800-talet hade Andra livgardet sina kaserner och exercisplats här. 
En övergripande stadsplan för hela Strandvägen inklusive Nybroplan upprättades 1859 av chefen för Stockholms vattenbyggnader, arkitekt Edvard von Rothstein. Här skulle anläggas en bred, trädplanterad gata "vars make icke skulle finnas i Europa". Dessutom planerades monumental och exklusiv bostadsbebyggelse längs med norra sidan av Stockholms nya paradgata. 
På Terra Nova Större fanns bara några få byggnader som revs i slutet av 1880-talet. Ladugårdslandsvikens oregelbundna strandlinje rätades ut genom omfattande utfyllningar och en rak stensatt kajkant. Mot Strandvägen, mellan Grev Magnigatan och Narvavägen, bildades tre nya kvarter: Korporalen, Sergeanten och Beväringen (från väst till öst) som följde Edvard von Rothsteins stadsplan. Kvartersnamnet Beväringen tillhör ett 60-tal liknande kvartersnamn vilka anknöt till den tidigare militära verksamheten och påminner idag om den långa militära epoken på Östermalm.

### Kvarteret genom tiden

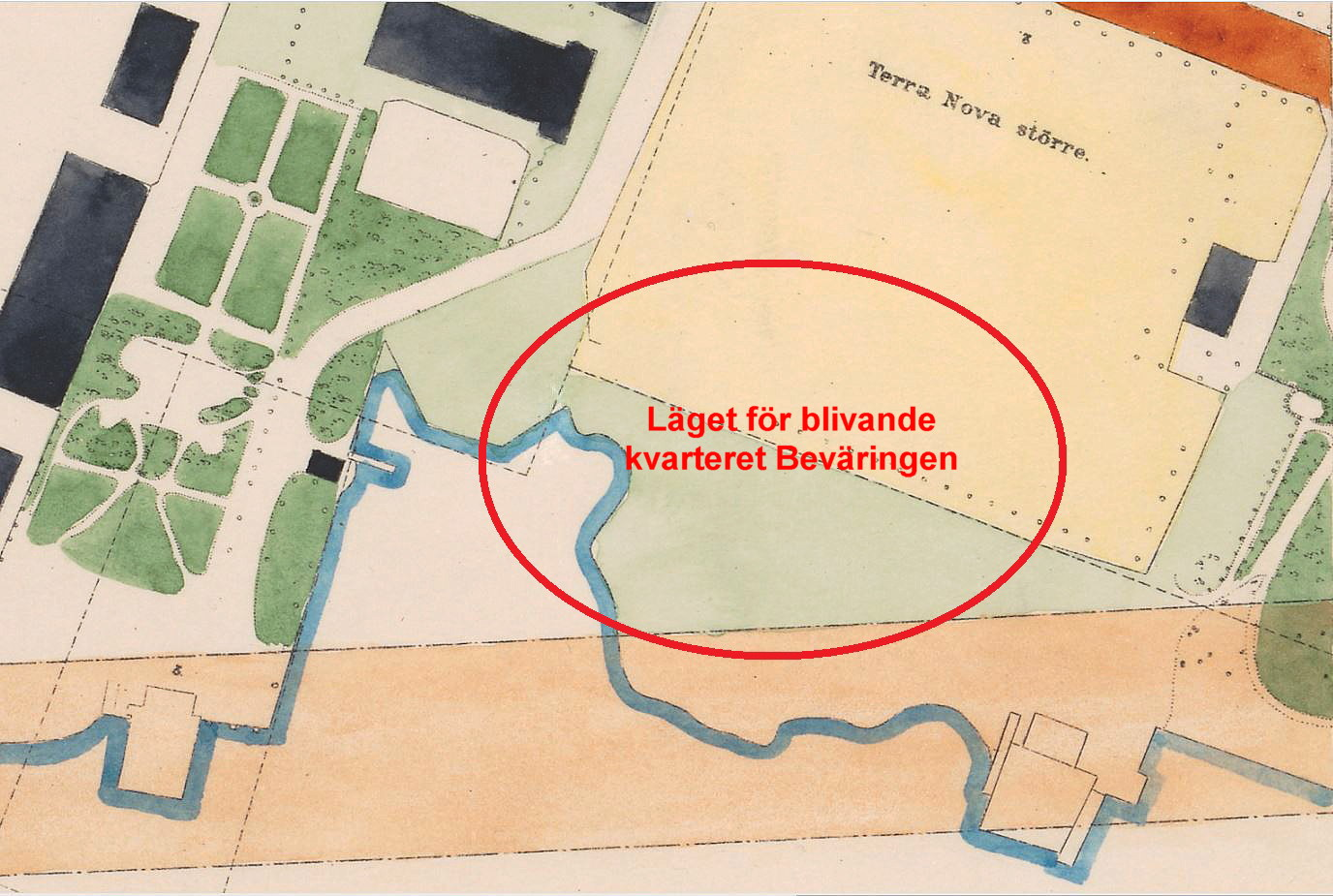
1863.
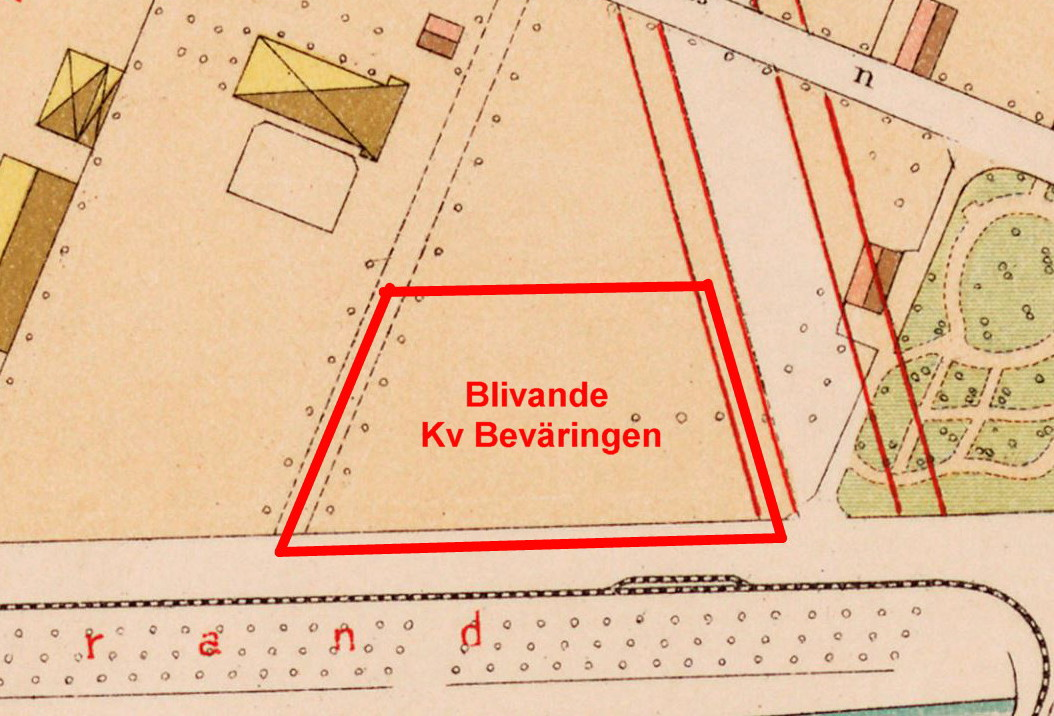
1885.
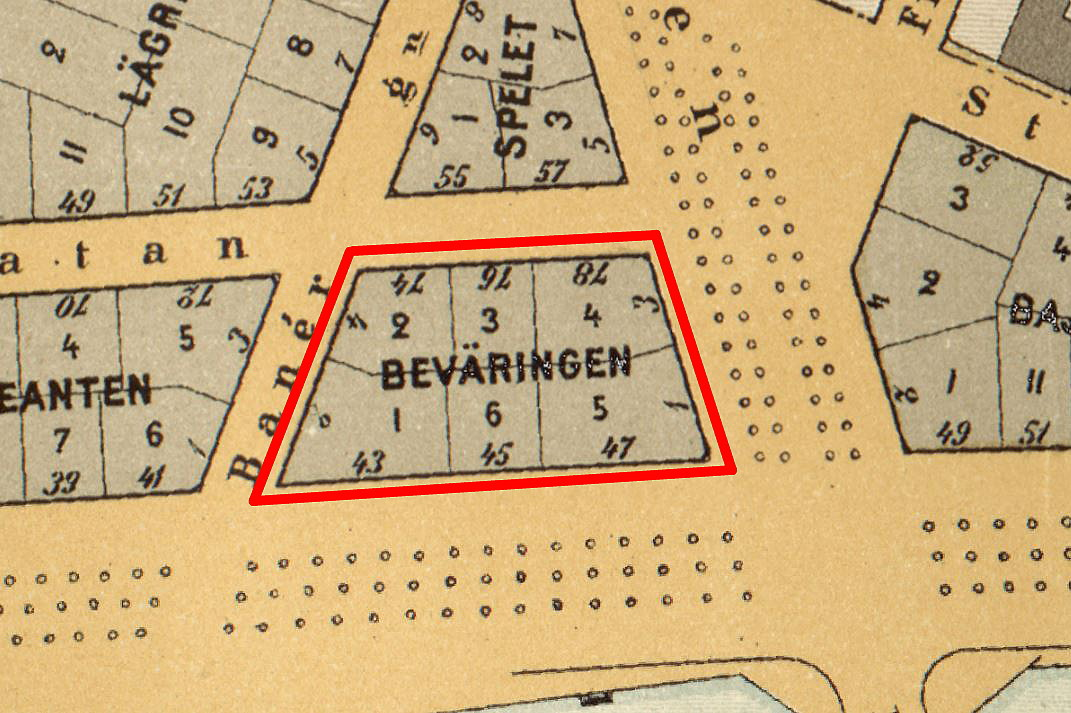
1899.
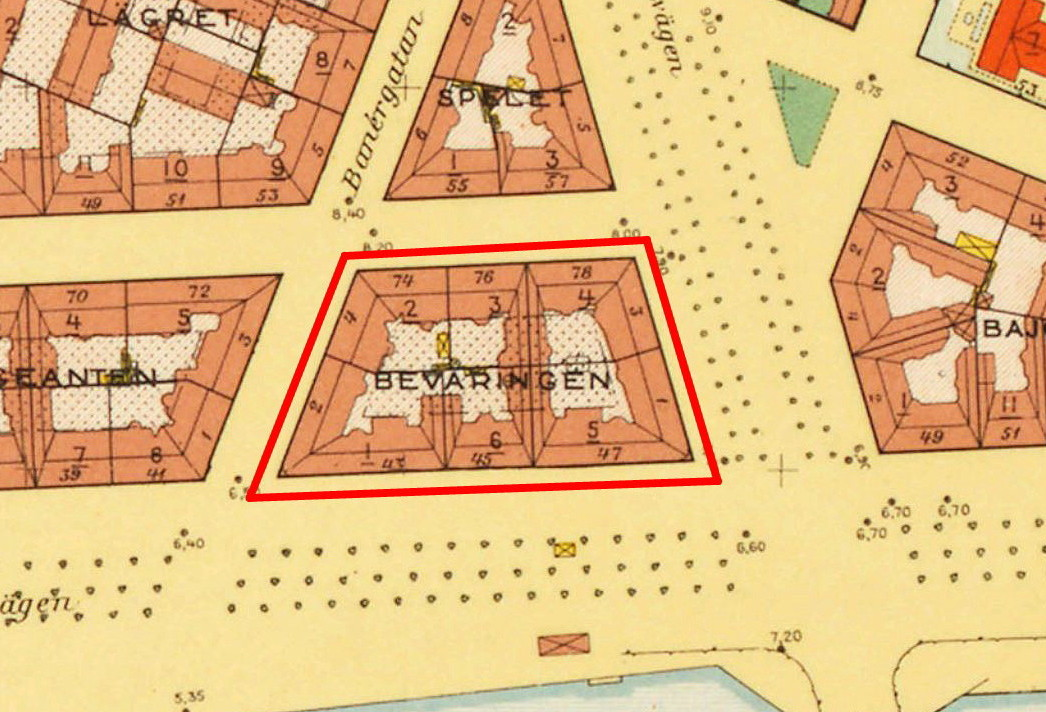
1940.

### Beväringens fastigheter
- Beväringen 1, Strandvägen 43, byggår 1896, arkitekt Johan Albert Nordström[3]
- Beväringen 2, Banérgatan 4, byggår 1892, arkitekt Lars Bäckvall[4]
- Beväringen 3, Riddargatan 76, byggår 1891, arkitekt Lars Bäckvall[5]
- Beväringen 4, Narvavägen 3, byggår 1897, arkitekt Johan Albert Nordström[6]
- Beväringen 5, Strandvägen 47, byggår 1894, arkitekt Johan Albert Nordström[7]
- Beväringen 6, Strandvägen 45, byggår 1893, arkitekt Ullrich & Hallquisth[8]

### Bebyggelsens kulturhistorisk klassificering
Samtliga fastigheter, utom Beväringen 3, är grönmärka av Stadsmuseet i Stockholm och bedöms som "särskilt värdefulla från historisk, kulturhistorisk, miljömässig eller konstnärlig synpunkt". Beväringen 3 är gulmärkt av Stadsmuseet vilket innebär att "bebyggelsen har positiv betydelse för stadsbilden och/eller har ett visst kulturhistoriskt värde".

### Bilder, kvarterets fyra hörnbyggnader

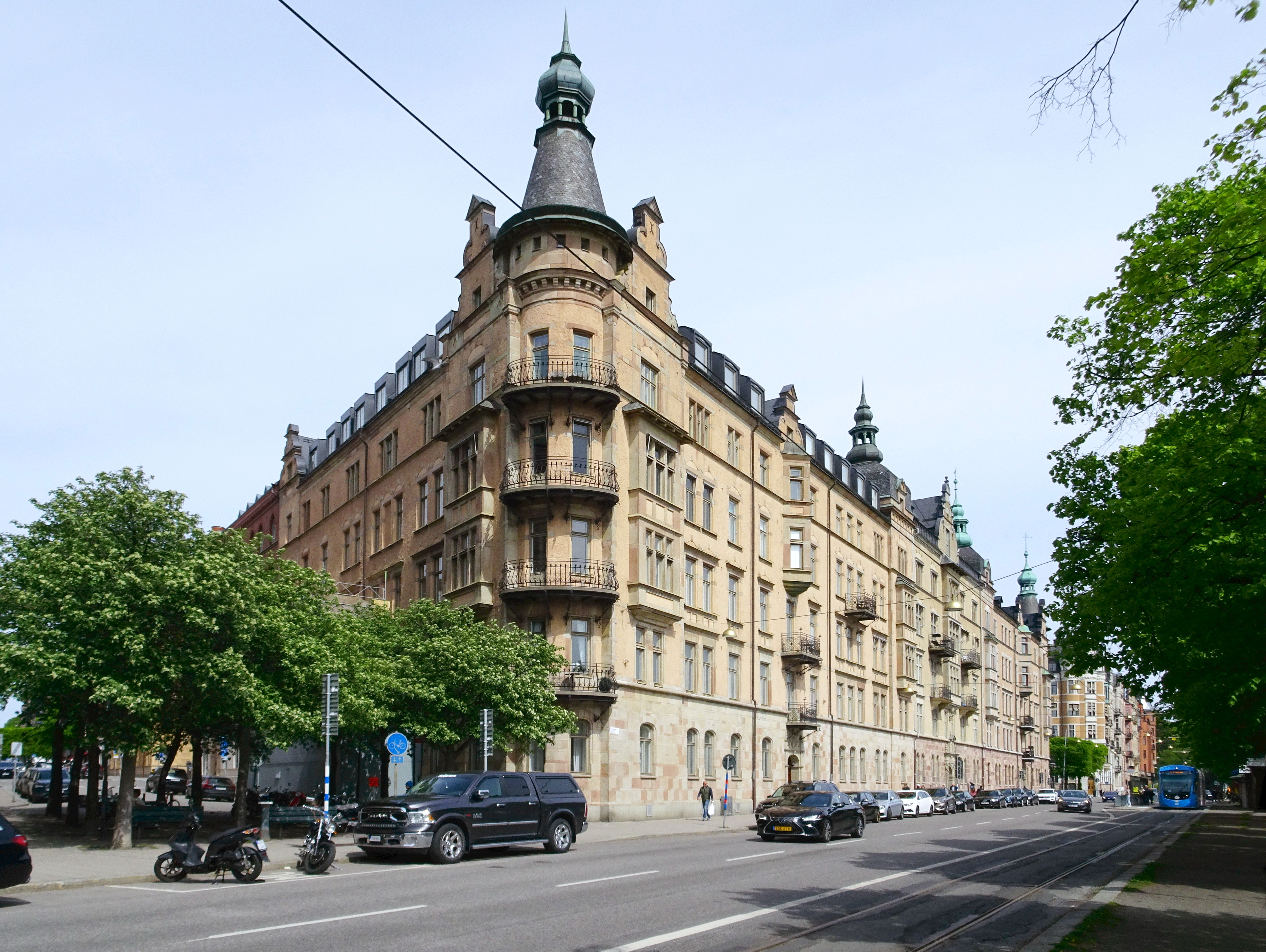
Från sydväst med Beväringen 1 närmast.
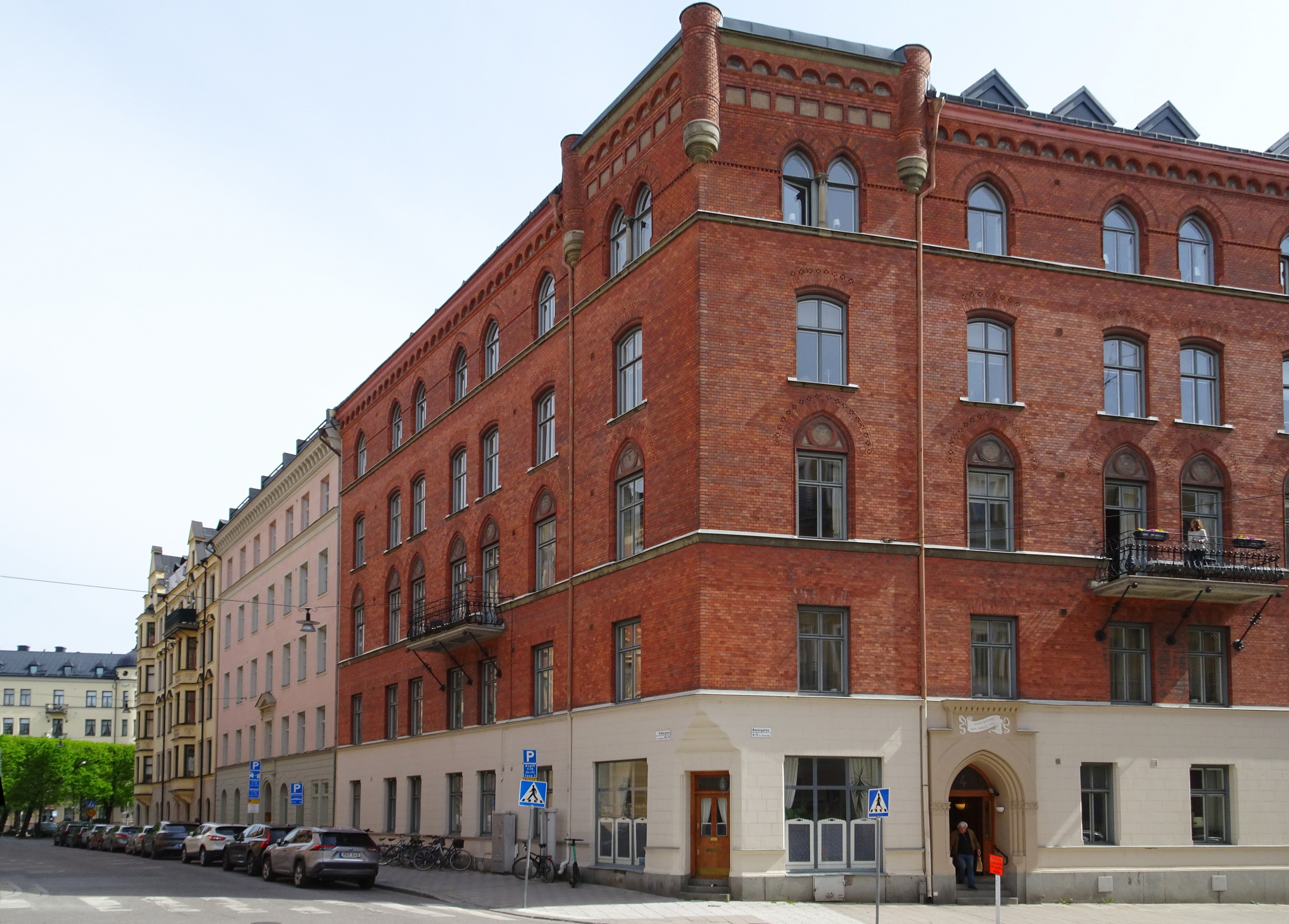
Från nordväst med Beväringen 2 närmast.
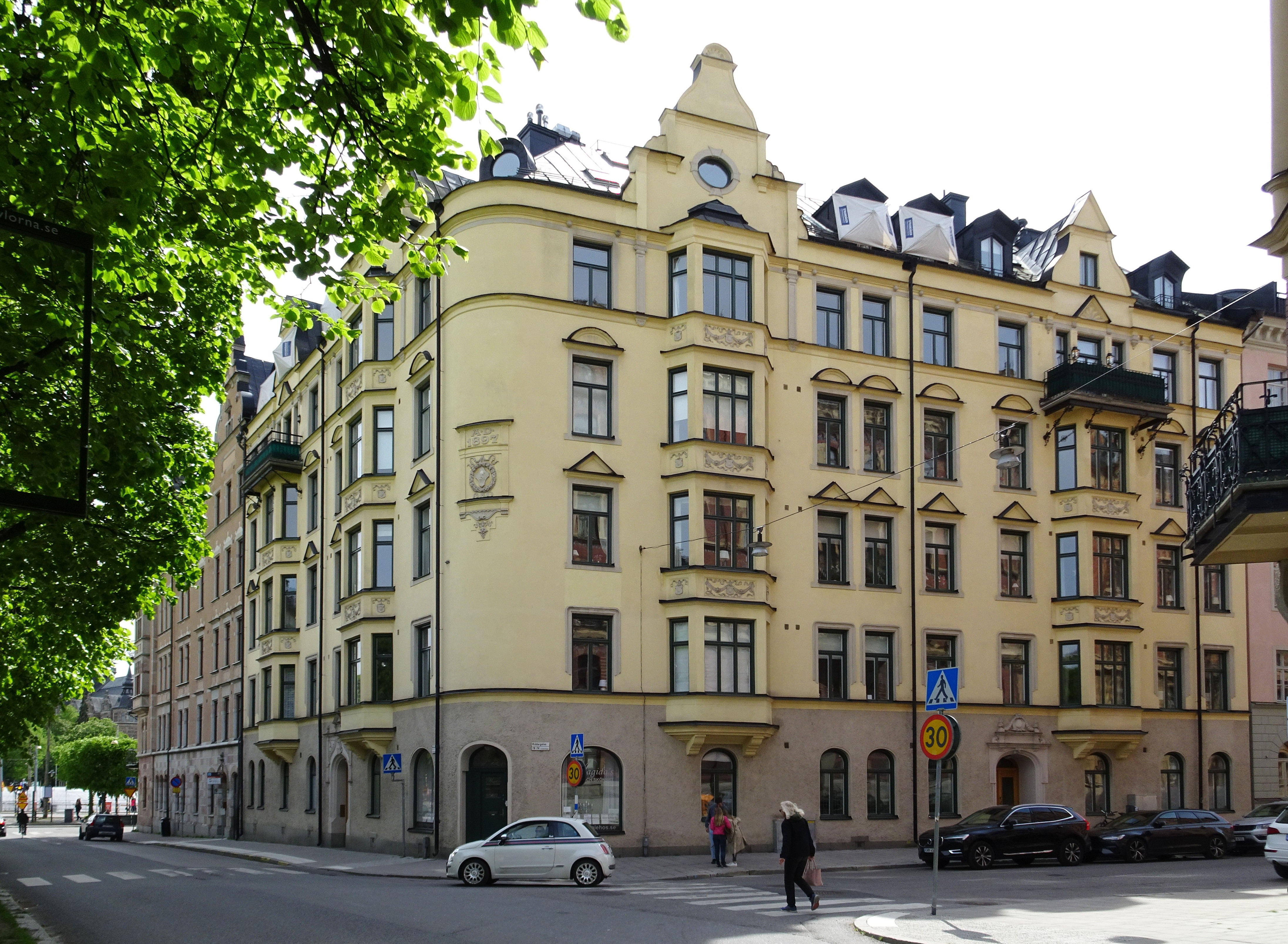
Från nordost med Beväringen 4 närmast.
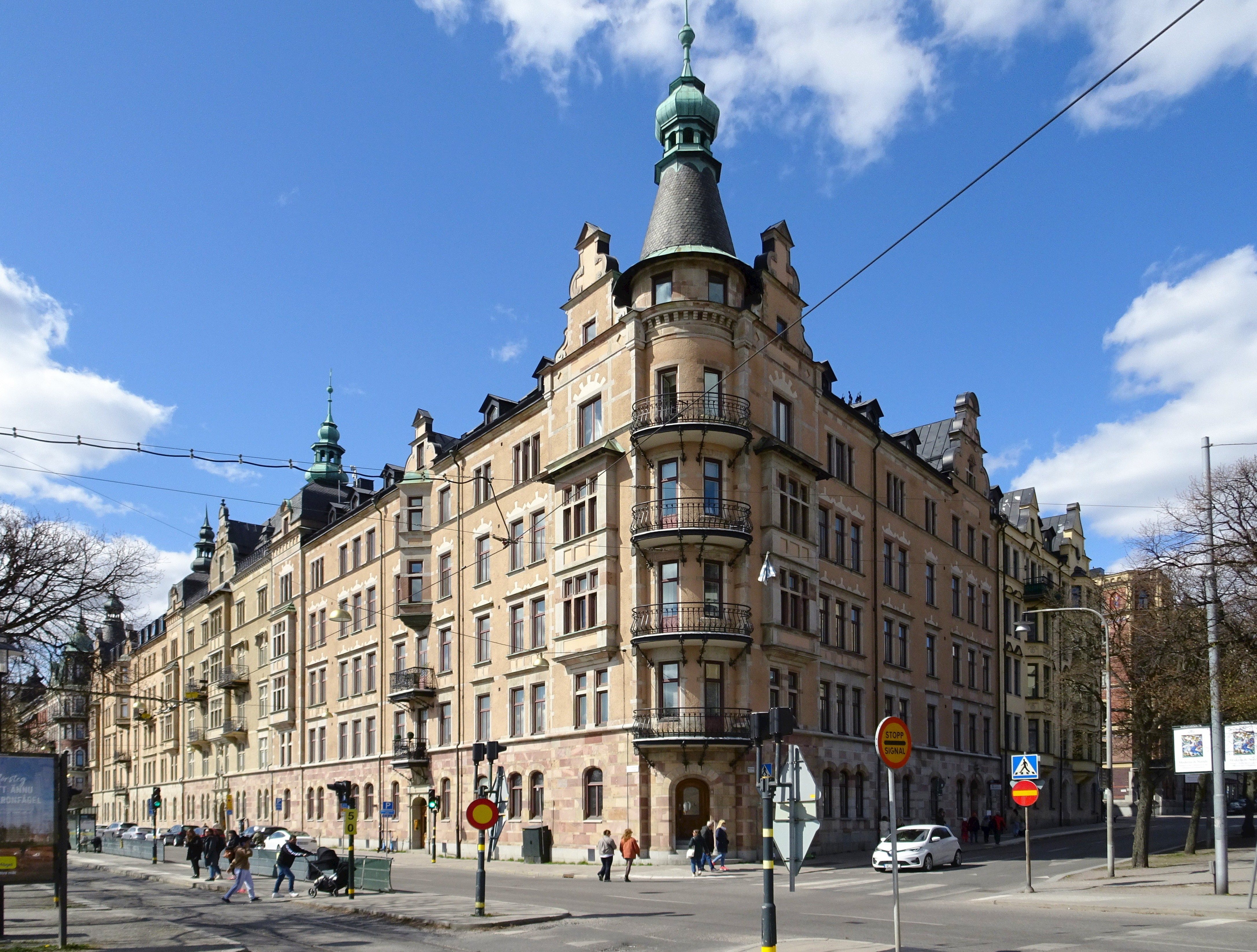
Från sydost med Beväringen 5 närmast.

### Noter

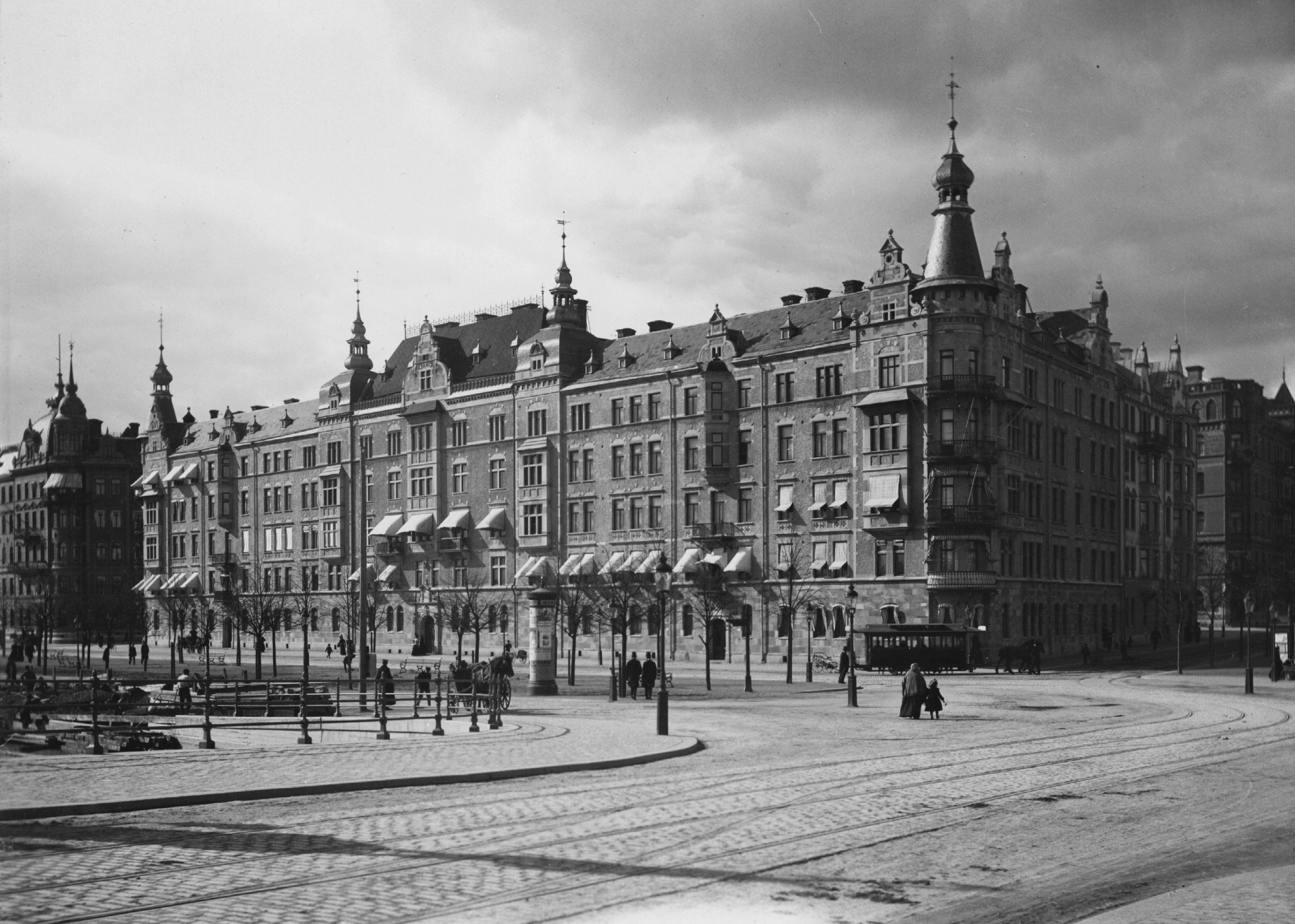
Kvarteret Beväringen omkring 1900.